# خانه فاضلین
خانه فاضلین مربوط به دوره صفوی است و در شهرستان دلیجان، شهر نراق، خیابان شهید بهشتی واقع شده و این اثر در تاریخ ۲۲ آبان ۱۳۸۶ با شمارهٔ ثبت ۲۰۱۳۸ به‌عنوان یکی از آثار ملی ایران به ثبت رسیده است.